# Вырыпаево (Вологодская область)
Вырыпаево — деревня в Никольском районе Вологодской области.
Входит в состав Теребаевского сельского поселения, с точки зрения административно-территориального деления — в Теребаевский сельсовет.
Расстояние по автодороге до районного центра Никольска — 20 км, до центра муниципального образования Теребаево — 1 км. Ближайшие населённые пункты — Бураково, Подол, Кипшеньга.
По переписи 2002 года население — 38 человек (18 мужчин, 20 женщин). Всё население — русские.